# Umlandverband Frankfurt
Der Umlandverband Frankfurt (UVF) war von 1975 bis 2001 die wichtigste Instanz zur interkommunalen Kooperation im Ballungsraum um Frankfurt am Main. Er ging im späteren Planungsverband Ballungsraum Frankfurt/Rhein-Main auf, seit 2011 Regionalverband FrankfurtRheinMain.

## Organisationsform
Der UVF war ein Mehrzweck-Pflichtverband, d. h.
- die Mitgliedsgemeinden traten nicht freiwillig bei, sondern wurden durch ein Landesgesetz zur Mitgliedschaft verpflichtet, und
- anders als ein monothematischer Zweckverband besaß der UVF zahlreiche Planungs-, Trägerschafts- und Durchführungsaufgaben.

Die gesetzliche Grundlage bildete das hessische Gesetz über die Bildung des Umlandverbands Frankfurt (UFG) vom 11. September 1974.

## Vorgeschichte
Das rasante Wachstum durch das Wirtschaftswunder und der starke Bevölkerungszuwachs durch die Integration der Vertriebenen führte zu dem politischen Ziel einer systematischen Raumordnung. Das Bundesraumordnungsgesetz vom 8. April 1965 und das hessische Landesplanungsgesetz von 1962 formulierte die Rahmenbedingungen. Eine der vielbeachtetsten Regionen war dabei das Rhein-Main-Gebiet. Im Raumordnungsbericht 1967 wurde es an zweiter Stelle genannt. Herausforderung war, dass sich das Rhein-Main-Gebiet auf die drei Bundesländer Bayern, Hessen und Rheinland-Pfalz erstreckt. Nachdem eine länderübergreifende Raumplanung nicht möglich erschienen war, konzentrierte man sich auf das engere Gebiet um Frankfurt herum.
1962 wurde daher auf Initiative der Stadt Frankfurt auf freiwilliger Basis die Regionale Planungsgemeinschaft Untermain gegründet. Diese wurde am 21. Juli 1965 in einem Zweckverband umgewandelt. Mitglieder waren die Städte Frankfurt, Hanau und Offenbach sowie die Landkreise Friedberg, Hanau, Obertaunus, Offenbach und Usingen. Hinzu kamen Landkreis Dieburg und Main-Taunus-Kreis mit Teilen des Kreisgebietes. In der Verbandsversammlung stellte Frankfurt 21 der 62 Abgeordneten und hatte mit Hanau und Offenbach eine knappe Sperrminorität.
Die Regionale Planungsgemeinschaft Untermain war eine von 5 regionalen Planungsgemeinschaften, die das Hessische Landesraumordnungsprogramm (HLROP) vorsah. Mit dem Landesplanungsgesetz von 1970 wurde die Regionale Planungsgemeinschaft Untermain zum Pflichtverband.
Die Diskussion über die Gebietsreform in Hessen ab Ende der 1960er Jahre umfasste auch die Regionale Planungsgemeinschaft Untermain. Hier standen sich insbesondere die Stadt Frankfurt selbst, die durch die Eingemeindung von Nachbarstädten wachsen und einen möglichst großen Einfluss erlangen wollte, den Städten und Kreisen des Umlandes gegenüber, die ihre Selbstständigkeit möglichst verteidigen wollten. Die regierende SPD Hessen war in dieser Frage zutiefst gespalten.
Hintergrund war die historisch gewachsene kleinteilige Struktur des Rhein-Main-Gebietes. Während Berlin mit dem Groß-Berlin-Gesetz und Hamburg mit dem Groß-Hamburg-Gesetz in der ersten Hälfte des 20. Jahrhunderts großflächig Nachbargemeinden eingegliedert hatten und damit zu den größten Städten Deutschlands wurden, war Frankfurt zwar Zentrum eines Ballungsraums ähnlicher Größe, aber als Stadt deutlich kleiner geblieben. Umgeben war es von einer Reihe von bedeutenden aber selbstständigen Städten.
Die Stadt Frankfurt selbst strebte daher die Schaffung einer Regionalstadt Frankfurt an, in der die Planungsgemeinschaft aufgegangen wäre. Ein weniger weitreichendes Frankfurt-zentriertes Modell wurde unter dem Stichwort Stadtkreis diskutiert. Die Umlandgemeinden und -Kreise schlugen die Umwandelung des Planungsverbundes in einen Nachbarschaftsverband und die Bildung einer Entwicklungsgesellschaft GmbH vor. Letztlich setzte sich das Modell des Umlandverbandes als Kompromisslösung durch.

## Abgrenzung des Verbandsgebiets
Das Verbandsgebiet umfasste 1.427 km² und zählte 2000 1,6 Millionen Einwohner.

### Mitgliedsgemeinden

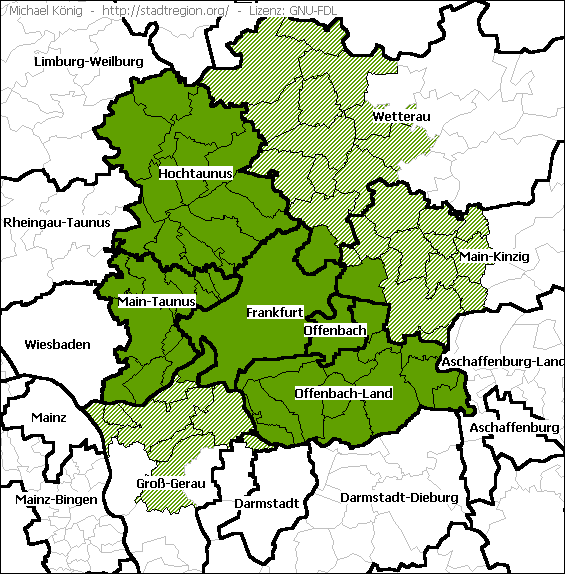
Das Verbandsgebiet des UVF (dunkelgrün) und des späteren Planungsverbandes Ballungsraum Frankfurt/Rhein-Main (PVFRM) (hellgrün).

Dem UVF gehörten 43 Städte und Gemeinden an:
- Die kreisfreie Stadt Frankfurt am Main,
- die kreisfreie Stadt Offenbach am Main,
- die 9 Städte und 3 Gemeinden im Main-Taunus-Kreis:
  - Stadt Bad Soden am Taunus
  - Stadt Eppstein
  - Stadt Eschborn
  - Stadt Flörsheim am Main
  - Stadt Hattersheim am Main
  - Stadt Hochheim am Main
  - Stadt Hofheim am Taunus
  - Stadt Kelkheim (Taunus)
  - Stadt Schwalbach am Taunus
  - Gemeinde Kriftel
  - Gemeinde Liederbach am Taunus
  - Gemeinde Sulzbach (Taunus)
- die 7 Städte und 6 Gemeinden im Hochtaunuskreis:
  - Stadt Bad Homburg vor der Höhe, Stadt mit Sonderstatus
  - Stadt Friedrichsdorf
  - Stadt Königstein im Taunus
  - Stadt Kronberg im Taunus
  - Stadt Oberursel (Taunus)
  - Stadt Steinbach (Taunus)
  - Stadt Usingen
  - Gemeinde Glashütten
  - Gemeinde Grävenwiesbach
  - Gemeinde Neu-Anspach
  - Gemeinde Schmitten 
  - Gemeinde Wehrheim
  - Gemeinde Weilrod
- die 10 Städte und 3 Gemeinden im Landkreis Offenbach:
  - Stadt Dietzenbach
  - Stadt Dreieich
  - Stadt Heusenstamm
  - Stadt Langen (Hessen)
  - Stadt Mühlheim am Main
  - Stadt Neu-Isenburg
  - Stadt Obertshausen
  - Stadt Rodgau
  - Stadt Rödermark
  - Stadt Seligenstadt
  - Gemeinde Egelsbach
  - Gemeinde Hainburg
  - Gemeinde Mainhausen
- Eine Stadt im Kreis Groß-Gerau:
  - Stadt Kelsterbach
- Eine Stadt im Wetteraukreis:
  - Stadt Bad Vilbel
- Eine Stadt im Main-Kinzig-Kreis:
  - Stadt Maintal.

### Kritik der Abgrenzung des Verbandsgebiets
Die Abgrenzung des Verbandsgebiets war zeit seiner Existenz ein wichtiger Kritikpunkt, sowohl von Befürwortern als auch der Gegner des Umlandverbands.
Das Verbandsgebiet umfasste nicht das ganze Rhein-Main-Gebiet, sondern überwiegend die engere Stadtregion (Kernstadt und Vorortgemeinden) von Frankfurt. Das war aber absichtlich geschehen, weil die Zahl der zu beteiligenden Gemeinden andernfalls unüberschaubar geworden wäre.
Durch die weitgehende Orientierung an den Grenzen der Landkreise kam es aber zu einem Zuschnitt, der auch mit der Stadtregion Frankfurt nicht deckungsgleich war:
- Durch den Beitritt des Hochtaunuskreises als Ganzes kamen die sieben nördlich des Taunuskamms gelegenen, ländlich geprägten Hintertaunusgemeinden mit in einen Verband, der eigentlich die Probleme einer Metropole zu lösen hatte.
- Aus Angst vor eigenem Machtverlust wollte jeder Landkreis so wenige Gemeinden wie möglich dem UVF beitreten lassen. Das Ergebnis war ein wenig zufriedenstellender Kompromiss: aus den Kreisen Wetterau, Main-Kinzig und Groß-Gerau trat nur jeweils eine Stadt dem UVF bei.
- Dadurch kamen zwei wichtige suburbane Teilregionen nicht in den Umlandverband: der Bereich um Hanau im Osten der Stadtregion, und der Bereich um Rüsselsheim.

### Ballungsraumgesetz
Durch das so genannte Gesetz zur Stärkung der kommunalen Zusammenarbeit im Ballungsraum Frankfurt/Rhein-Main (Ballungsraumgesetz) vom 19. Dezember 2000 wurden der Umlandverband aufgelöst und neue stadtregionale Strukturen geschaffen:
- der Rat der Region
- der Planungsverband Ballungsraum Frankfurt/Rhein-Main
- freiwillige Zweckverbände für zahlreiche Aufgaben